# Skyrora
Skyrora Ltd est une entreprise aérospatiale privée basée au Royaume-Uni depuis 2017.
L'entreprise est spécialisée dans la conception et la fabrication de fusées modulaires démontables, spécifiquement pour le lancement de petits satellites, et de systèmes de lancement verticaux, utilisant des technologies respectueuses de l'environnement telles que le carburant connu sous le nom d’Ecosene et le remorqueur spatial Skyrora,,,,,.
Skyrora a son siège social à Édimbourg,.
Le PDG et fondateur de Skyrora est Volodymyr Levykin, auparavant directeur de l'exploitation d'une société de rencontres en ligne cotée à l'AIM, Cupid plc,,,.
L'astronaute britannique Tim Peake est membre du conseil d'administration de Skyrora avec Nick Laird et la baronne Susan Greenfield.

## Général
En août 2018, Skyrora a mené avec succès le premier lancement d'une fusée commerciale privée en Écosse au Kildermorie Estate dans le Ross-shire,. La société a lancé la fusée d'une hauteur de 1,3 mètre Skylark Nano en utilisant un moteur-fusée provenant d'une fusée amateur de classe M en août 2018, et la fusée Skylark Nano II de 2 mètres de hauteur en utilisant un moteur-fusée de fusée amateur Cesaroni M-1520BS en juillet 2019,,. Les fusées sont toutes construites et assemblées au Royaume-Uni.
En mai 2020, Skyrora a organisé avec succès un essai de mise à feu statique de la fusée Skylark L sur un site de lancement mobile au Kildermorie Estate dans le Ross-shire.
En avril 2021, Skyrora a reçu 3 millions d'euros de cofinancement de l'Agence spatiale européenne (ESA).

## Fusées

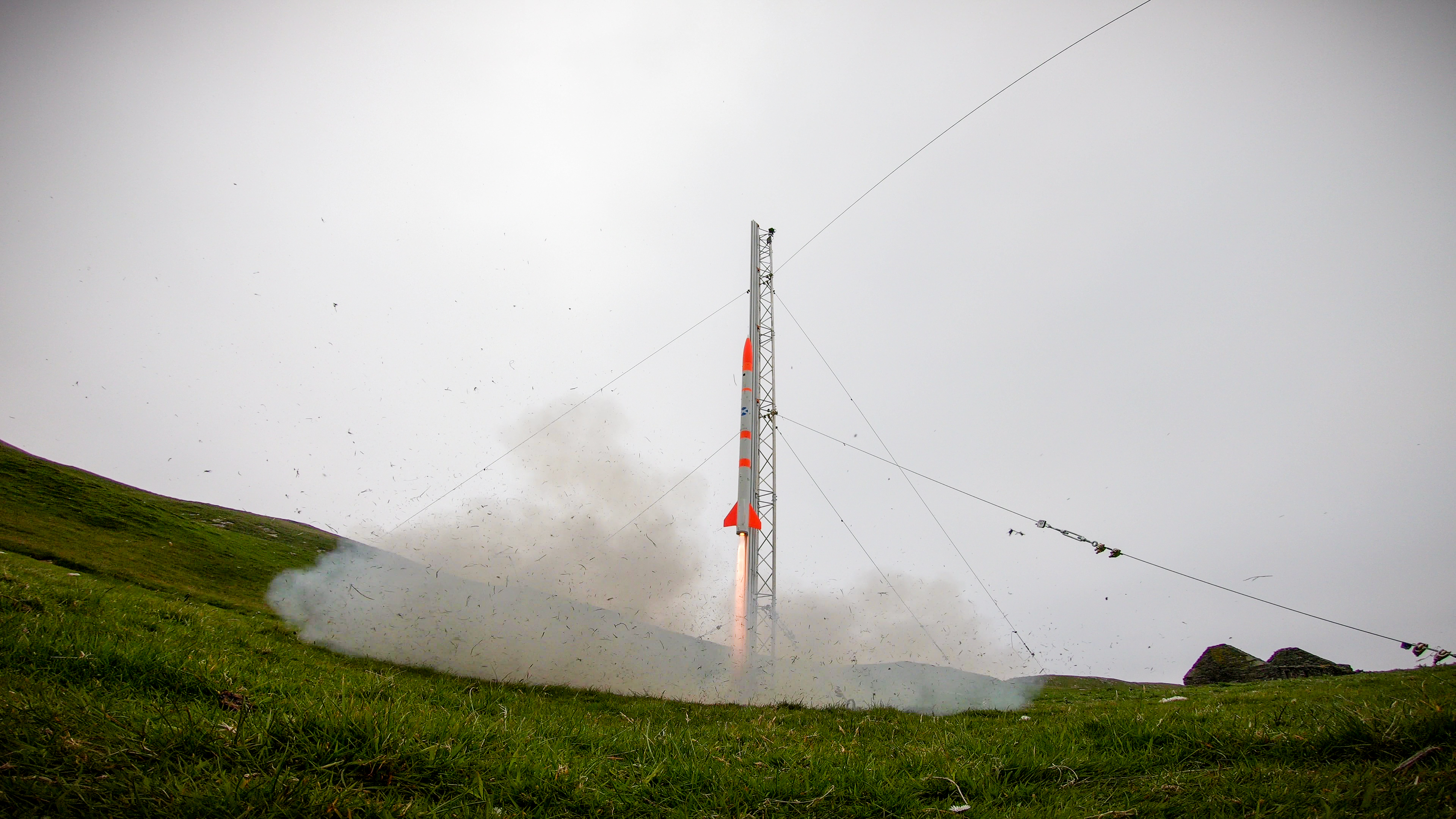
Décollage de Skylark Nano III

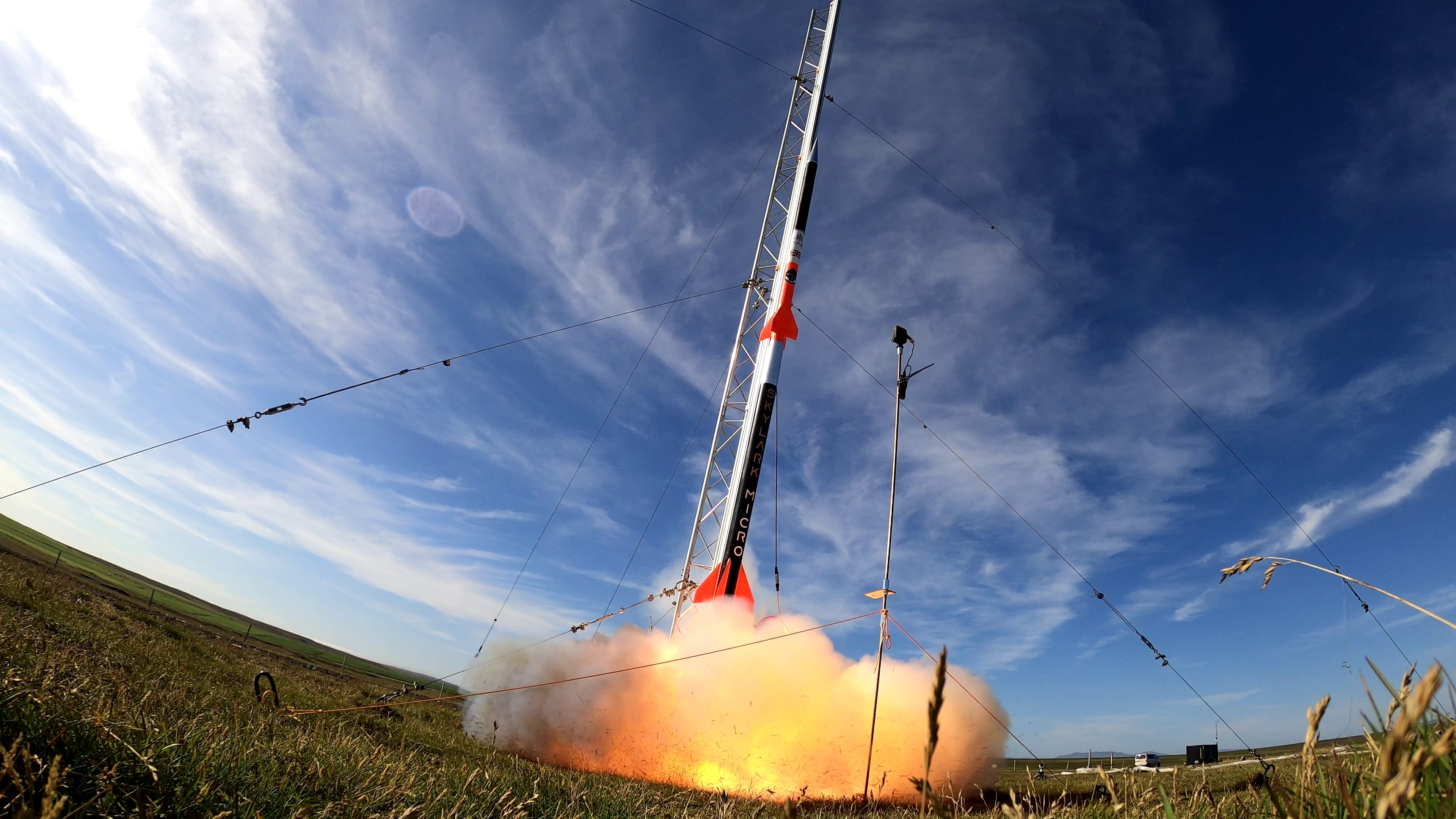
Mise à feu de Skylark Micro

### Skylark Nano
La Skylark Nano a été lancée pour la première fois en 2020 en tant que fusée supersonique non guidée conçue pour simuler un lancement et pour être ensuite récupérée à l'aide de parachutes. Ni un système de contrôle ni un système de contrôle du vecteur de poussée[pas clair] ne sont nécessaires.
Elle a été lancée trois fois dans le cadre du programme de réduction des risques de Skyrora dans les Highlands écossais. Après des lancements en 2018 et 2019, la fusée a atteint une altitude de 6 km lors du dernier test aux Shetland,,,.

### Skylark Micro
La Skylark Micro est une fusée supersonique à deux étages conçue comme une étape intermédiaire entre Skylark Nano et Skylark L. Elle a effectué un vol en août 2020, atteignant une altitude de 27 km,,,.

### Skylark L

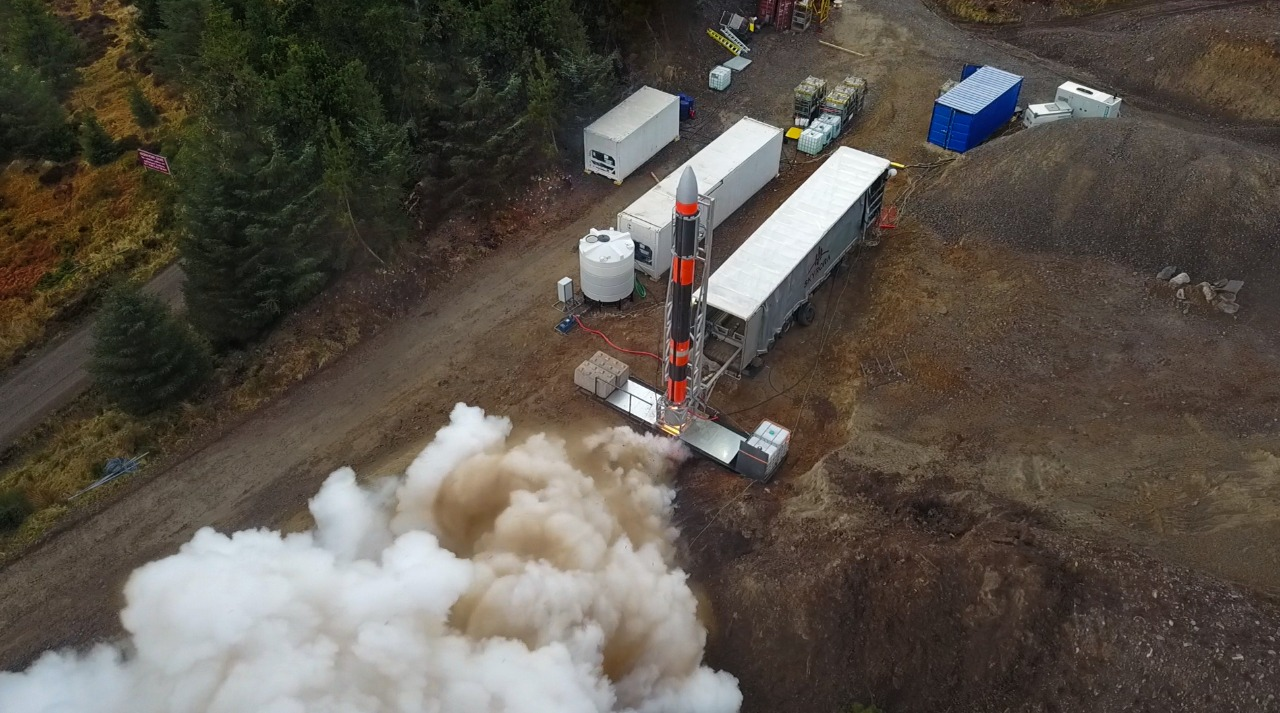
Skyrora L

Le lanceur suborbital Skylark L est la première fusée de Skyrora à utiliser un moteur-fusée alimenté au peroxyde d'hydrogène-kérosène et imprimé en 3D.
Il est capable de répondre aux besoins scientifiques en micropesanteur.
Skylark L a été développé pour lancer 60 kg de charge utile à 100 km.
Cette fusée a fait l'objet d'un test de mise à feu statique en mai 2020 au Kildermorie Estate à Alness, en Écosse, constituant le premier test de fusée au sol au Royaume-Uni en 50 ans,.
Le premier vol de Skylark L a eu lieu le 8 octobre 2022 et est un échec, la fusée s'écrasant dans la mer à environ 500 m du site de lancement peu après son décollage.

### Skyrora XL
Le Skyrora XL est un lanceur orbital à trois étages en cours de développement avec neuf moteurs-fusées alimentés au peroxyde d'hydrogène et au kérosène du même type que ceux utilisés par le lanceur Skylark L. Le premier vol est prévu pour la première moitié de 2023. La fusée peut transporter une charge utile de 315 kg sur une orbite héliosynchrone de 500 km.
Skyrora a testé avec succès un moteur-fusée pour un étage supérieur lors de ses premiers allumages au sol. En avril 2021, la société a testé avec succès l'étage supérieur de la fusée Skyrora XL et a réalisé un essai de mise à feu statique dans son complexe de développement de moteurs-fusées à Fife,.
En octobre 2021, la société a conclu un accord avec la base de lancement de SaxaVord pour effectuer des lancements avec la fusée Skyrora XL à partir de fin 2022 et atteindre une cadence de 16 lancements par année d'ici 2030. 

## Moteurs-fusées
La société a testé avec succès plusieurs types de moteurs-fusées en 2020 et 2021 :
- Skylark L Engine, un moteur-fusée bi-liquide de trois tonnes refroidi par régénération avec un système alimenté par pressurisation des réservoirs capable de générer une poussée de 30 kN[35].

- Skyforce-2, un moteur-fusée de sept tonnes pour les premier et second étages du lanceur orbital Skyrora XL qui utilise des techniques avancées de turbopompe. Il est capable de créer une poussée de 70 kN[36],[37].

- Moteur LEO pour Skyrora XL fonctionnant au peroxyde d'hydrogène et au kérosène et produisant une poussée de 3,5 kN, ayant également passé avec succès des tests avec le carburant Ecosene. Le moteur est capable de se rallumer plusieurs fois[38],[39].

- Space Tug, un véhicule spatial qui peut se déplacer en orbite terrestre en utilisant sa propre puissance et effectuer de multiples manœuvres en orbite, ce qui serait utile pour éliminer les déchets spatiaux et maintenir ou remplacer des satellites en orbite. Le remorqueur spatial a été testé en décembre 2020 avec la configuration entièrement intégrée du moteur[40],[41],[42],[43].

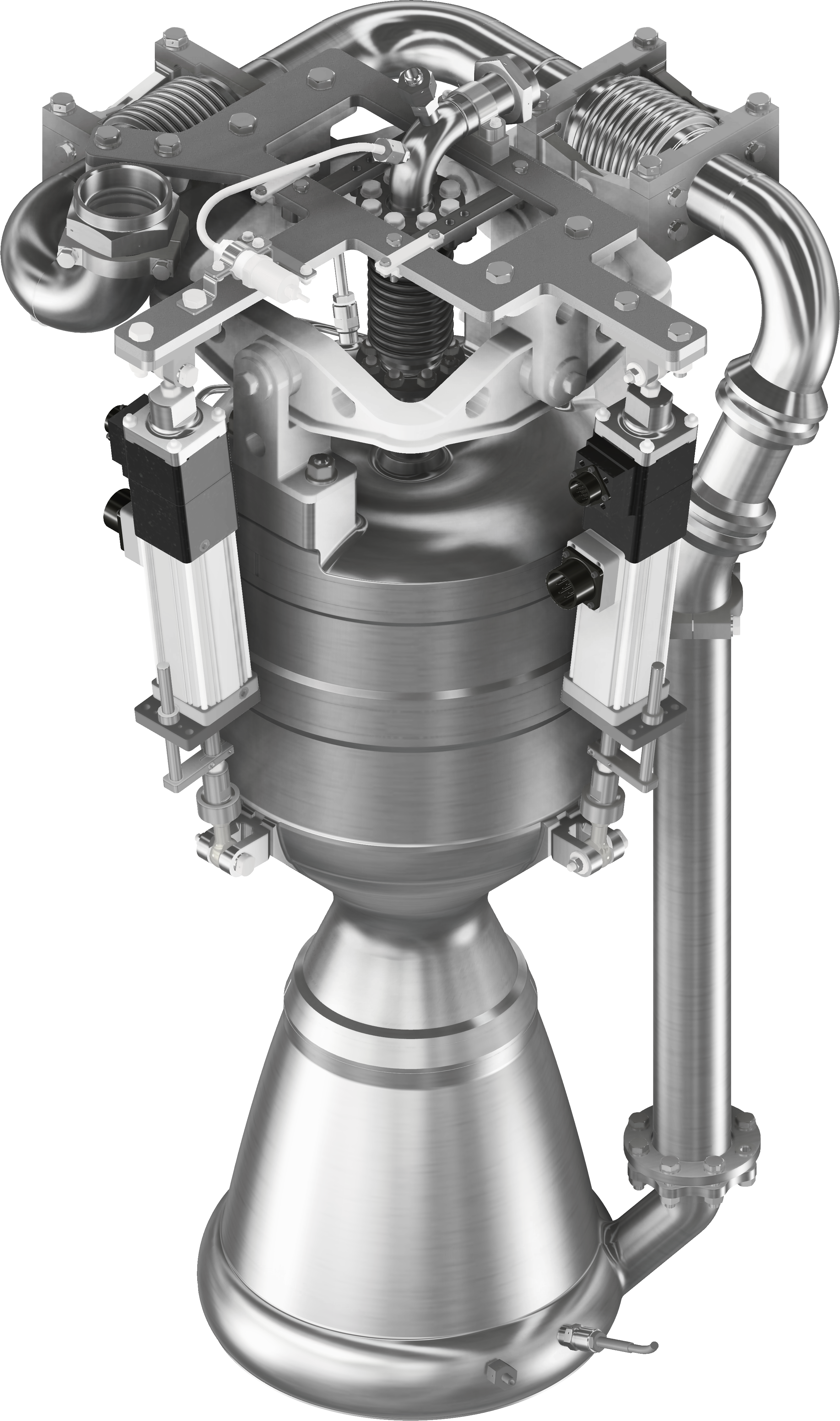
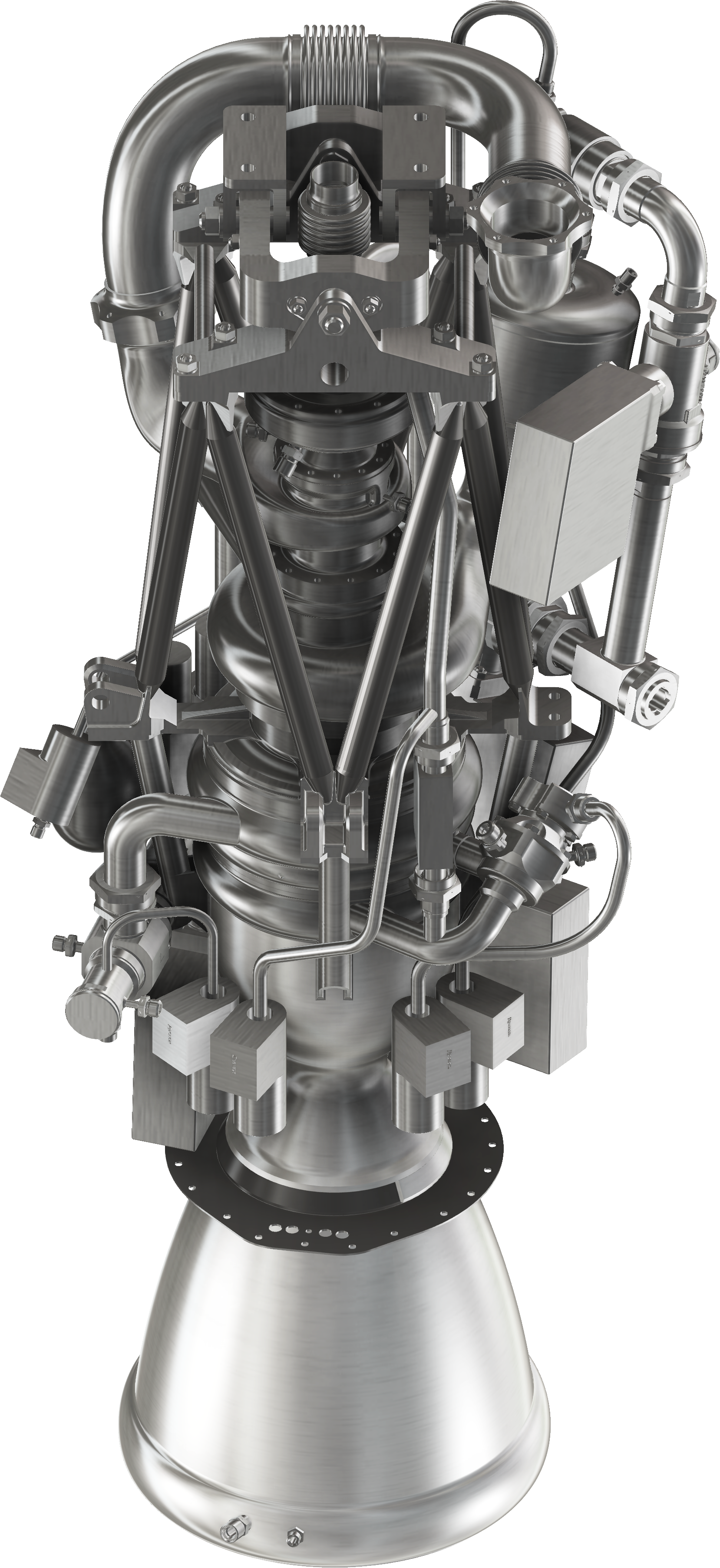
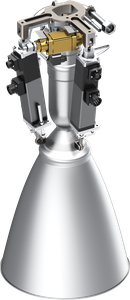
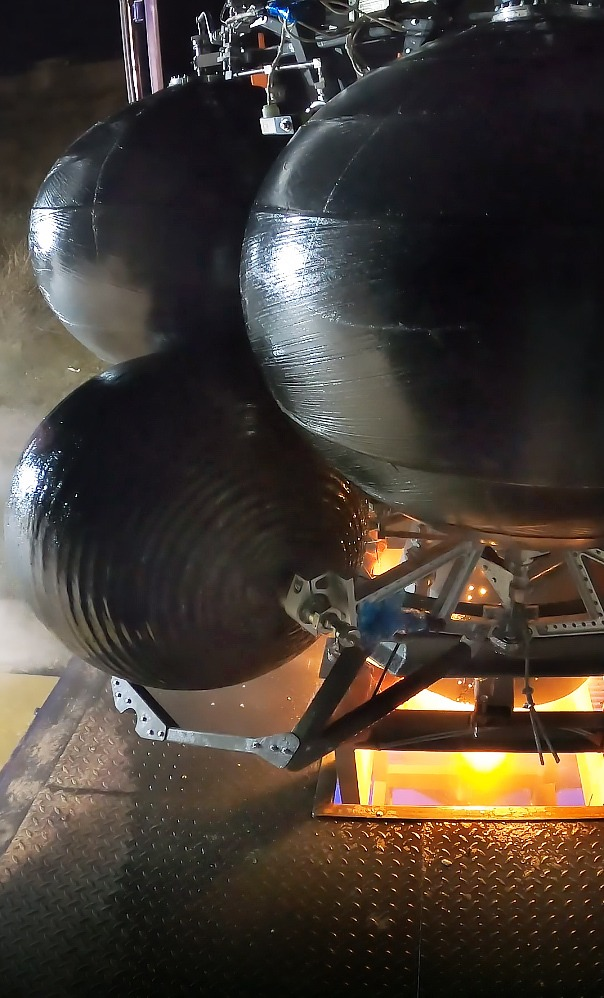

## Réalisations
En août 2018, Skyrora a effectué le premier lancement d'une fusée commerciale privée en Écosse,,,.
En 2020, l'entreprise a obtenu le statut d’entreprise de l'année dans la catégorie aérospatiale et défense des Stevie Awards (en) parmi les entreprises de taille moyenne par après avoir participé aux programmes d'accélérateurs Space Camp de Seraphim Capital,.
En 2020, Skyrora a reçu le Leif Erikson Lunar Prize Award pour son projet innovant « Ecosene ».
En 2021, Skyrora a reçu un financement de 2,5 millions de livres sterling de l'Agence spatiale européenne dans le cadre du programme Boost!,.

### Éducation
L'entreprise a organisé un programme de placement des diplômés pour aider les diplômés et les jeunes talents à entrer dans le secteur. Ils offrent des postes techniques pour les étudiants et des stages d'été.
Skyrora a aidé à financer la récupération des premiers étages de Black Arrow R2 et R3 depuis l'Australie et a parrainé le programme UKSEDS,.

### Ergol écologique
Skyrora a amélioré son kérosène fabriqué à partir de déchets plastiques non recyclables pour être utilisé comme ergol - Ecosene. Le nouveau carburant produirait 45 % moins de gaz à effet de serre qu'un ergol traditionnel. En février 2020, Skyrora a utilisé de l'Ecosene pour allumer le moteur-fusée LEO de l'étage supérieur de la fusée Skyrora XL dans son complexe d'essais de moteurs-fusées,,.
Skyrora a commencé à utiliser des imprimantes 3D pour fabriquer divers composantes de fusée comme méthodologie de production durable.